# اماگاری پال
اماگاری پال (به انگلیسی: Ammagari Palle) یک منطقهٔ مسکونی در هند است که در آندرا پرادش واقع شده‌است.